# Jana Knedlíková
Jana Knedlíková (født. d. 22. juni 1989 (35 år) i Prag, Tjekkiet) er en tjekkisk håndboldspiller som spiller for den ungarske storklub Győri Audi ETO KC og Tjekkiets håndboldlandshold, hvor hun har spillet 81 landskampe og scoret 175 mål. Hun kom til Győr i 2015 og spiller højre fløj.

## Meritter
- EHF Champions League:
  - Vinder: 2017, 2018, 2019
- Nemzeti Bajnokság I
  - Vinder: 2016, 2017, 2018, 2019
- Magyar Kupa
  - Vinder: 2016, 2017, 2018, 2019
- WHIL:
  - Vinder: 2010, 2011
- Tjekkiets førsteliga:
  - Vinder: 2010